# Johannes Yli-Kokko
Johannes Yli-Kokko, né le 24 août 2001 à Espoo, est un footballeur finlandais qui joue au poste de milieu offensif au HJK Helsinki.

## Biographie

### Carrière en club
Né à Espoo en Finlande, Johannes Yli-Kokko est formé au FC Kasiysi (fi), avant de rejoindre en 2015 le HJK Helsinki, où il commence sa carrière professionnelle.
Il joue son premier match avec l'équipe première du club le 5 février 2022, à l'occasion d'une rencontre de Coupe de la Ligue finlandaise contre IFK Mariehamn. Il remplace Fabian Serrarens (en) vers la fin du match et son équipe s'incline 2-3, dans une saison 2022 où son club remporte le championnat finlandais 2022.

## Palmarès
HJK Helsinki
- Championnat de Finlande
  - Champion en 2022